# Terlików
Terlików – dawniej Terlikowo, wieś sołecka w Polsce położona w województwie mazowieckim, w powiecie łosickim, w gminie Sarnaki.
W latach 1975–1998 miejscowość administracyjnie należała do województwa bialskopodlaskiego.
Wieś założona przed 1430 r. W Terlikowie znajduje się jedyny zarejestrowany zespół zabudowy zaścianka szlacheckiego, obecnie należący do rodziny Soszyńskich. Zespół składa się z kilku budynków mieszkalnych, z których jeden (najprawdopodobniej dwór) datowany jest na przełom XVIII-XIX w. Budynki mieszkalne i gospodarcze rozrzucone są nieregularnie, przemieszane z nową zabudową. Do elementów kompozycji zespołu należy również rozproszona zieleń oraz przepusty wodne i sadzawki.
W zachodniej części wsi znajduje się nieczynny już młyn, należący do rodziny Lipińskich.
Urodził się tu Stefan Wyrzykowski – major Armii Krajowej, dowódca oddziału partyzanckiego 34 pułku piechoty Armii Krajowej 9 Podlaskiej Dywizji Piechoty AK.